# Santa Croce di Magliano
Santa Croce di Magliano är en ort och kommun i provinsen Campobasso i regionen Molise i Italien. Kommunen hade 4 278 invånare (2018).